# Кератинопатии
Болезни кератина (кератинопатии, цитокератинопатии) - генетические заболевания, связанные с мутациями генов, кодирующих различные кератины. Нарушение функции гена приводит к поражениям, чаще всего наиболее сильно затрагивающим кожные покровы пациента.

## Примеры
| Название                        | Локализация | Ген(ы) кератина            |
| ------------------------------- | ----------- | -------------------------- |
| Простой буллёзный эпидермолиз   | кожа        | KRT5, KRT14                |
| Эпидермолитический гиперкератоз | кожа        | KRT1, KRT10                |
| Буллёзный ихтиоз Симменса       | кожа        | KRT2A                      |
| Ладонно-подошвенная кератодерма | кожа        | KRT1, KRT9, KRT16          |
| Пахионихия врождённая           | кожа        | KRT6A, KRT6B, KRT16, KRT17 |
| Белый спонгиозный невус         | кожа        | KRT4, KRT13                |
| Стеатоцистома множественная     | кожа        | KRT17                      |
| Монилетрикс                     | волосы      | KRT81, KRT83, KRT86        |
| Дистрофия роговицы Месманна     | роговица    | KRT3, KRT12                |
| Семейный цирроз                 | печень      | KRT8, KRT18                |